# Apellész (ókeresztény író)
Apellész (2. század) gnosztikus keresztény gondolkodó, író.
Markión tanítványa volt, de később talán elhagyta az irányzatot. Tertullianus szerint ez azért történt, mert Apellész intim kapcsolatba került egy Philumené nevű nővel, akit állítólag egy angyal megszállt. Az angyal kinyilatkoztatásokat adott a nőnek, melyeket Apellész nyilvánosságra hozott. Phanerószeisz (’Kinyilatkoztatások’) című munkája nem más, mint Philumené kijelentéseinek a feljegyzése. Mivel Markión azt hirdette, hogy a hívőknek cölibátust kell gyakorolniuk és tartózkodniuk kell a házasságtól, Apellész Philumenéval való kapcsolatát a markionita egyház elfogadhatatlannak ítélte.
Később Alexandriába ment, ahol továbbfejlesztette tanulmányait egy módosított markionizmussá, mely elismeri, hogy Krisztusnak valódi emberi teste volt, de születését tagadja. Mestere dualizmusát így monarchia-tanná alakította, amennyiben a Démiúrgoszt a jóságos Isten teremtményének tartotta. Szüllogiszmoi című iratában vitatta Mózes könyveinek igazságát és Istentől való eredetét. Megfordult Rómában is, utolsó feljegyzések római jelenlétéről a 2. század végére vonatkoznak.
A követői ismeretlenek. Tertullianus írt egy traktátust ellenük, mely nem maradt fenn. Szent Ambrus a 4. század során De paradiso című munkájában szintén eme csoport ellen nyilatkozott, de hogy a csoport akkor még létezett-e, vagy Ambrus egyszerűen csak lemásolta Tertullianus egyik mára már megsemmisült művét, nem tudható.

## Fordítás
Ez a szócikk részben vagy egészben  az   Apelles (gnostic) című angol Wikipédia-szócikk fordításán alapul.  Az eredeti cikk szerkesztőit annak laptörténete sorolja fel. Ez a jelzés csupán a megfogalmazás eredetét és a szerzői jogokat jelzi, nem szolgál a cikkben szereplő információk forrásmegjelöléseként.